# Aristide Filiatreault
Aristide Filiatreault, né le 21 septembre 1851 à Sainte-Thérèse-de-Blainville (aujourd'hui Sainte-Thérèse) et mort le 4 décembre 1913, est un typographe, journaliste, traducteur et écrivain québécois.

## Biographie
Aristide Filiatreault nait à Sainte-Thérèse-de-Blainville le 21 septembre 1851. Il apprend le métier de typographe à Montréal après le décès de son père le notaire Paul Filiatrault, qui avait plaidé une cause opposant Charles-Joseph Ducharme et Mgr Ignace Bourget.
Filiatreault subit l'influence d'Arthur Buies et Auguste Achintre en collaborant avec le journal Le Pays. En 1869, il est à Saint-jean, puis il travaille à la Minerve trois années plus tard. Il s'installe à Montréal en 1876 et s'associe à Rémi Tremblay, rédacteur du journal Le Canard, fondé par Hector Berthelot. Il est copropriétaire du journal Le Canard de 1881 à 1885, une publication qu'il édite en collaboration avec Joseph-Alphonse Rodier et Charles Labelle.
En 1881, il fonde la revue l'Album musical, qui s'intéresse aux compositeurs canadiens mais qui fait néanmoins faillite deux années plus tard. Quand Honoré Beaugrand achète le Canard en 1885, Filiatreault se rend à Toronto et travaille pour le Mail de Goldwin Smith.
En 1889, Aristide Filiatreault fonde la revue mensuelle Canada-Artistique, une publication qui remplace l'Album musical et dont le premier numéro parait en 1890. Le Canada-Artistique est une revue relative à la musique, la littérature, le théâtre et les beaux-arts. Plusieurs personnalités de l'époque collaborent à ce périodique dont Ernest Lavigne, Louis Frechette, Honorée Beaugrand, Arthur Buies, Faucher de Saint-Maurice, Napoléon Legendre. En janvier 1891, le Canada-Artistique prend le nom de Canada-Revue, un changement non négligeable puisque, au même moment, la ligne éditoriale de la publication s'éloigne de l'art et tend davantage vers la politique. Ce journal libéral et anticlérical s'oppose à l'autorité de l'évêque, Mgr Édouard-Charles Fabre, et à l'ordre politique imposé par le Parti libéral-conservateur. Il est bientôt accusé de libelle et de diffamation. Cela amène Aristide Filiatreault à poursuivre l'Évêque de Montréal, Mgr Fabre, afin de lutter contre la censure qu'exerce alors le clergé.
En 1892, L'Écho des Deux-Montagnes de Godfroy Langlois se joint à la cause de Filiatreault. En tentant de lancer une nouvelle poursuite contre le diocèse, ses tirages s'effondrent et il est ruiné financièrement. L'année suivante, il publie un long pamphlet dans lequel il attaque les jésuites, les sulpiciens, les évêques et les chrétiens fidèles à Rome. Filiatreault voulait en quelque sorte établir un gallicanisme canadien adogmatique. Ses écrits sont condamnés par le père Louis-Frédéric Colin, qui les juge hérétiques et en interdit la lecture. Le juge Charles Joseph Doherty va même jusqu'à débouter sa requête judiciaire contre l'épiscopat montréalais.
Avec le journal Le Réveil, fondé en 1896, la donne ne change pas pour Filiatreault, qui est bientôt obligé de reconnaître la force de Mgr Paul Bruchési. Il s'engage à réduire ses attaques publiques en 1897, mais comme ses tirages n'augmentent pas, il cesse la publication en 1901.

### Fin de vie
De 1910 à 1913, il publie trois ouvrages. Le premier est le recueil Contes, Anecdotes et Récits canadiens, dans le langage du terroir qui parait en 1910 et qui s'inspire de ses souvenirs personnels. En 1912, il publie Mes étrennes : la hache versus la bêche et, en 1913, Glossaire anglais-français des termes et locutions électrotechniques les plus usités, qui lutte contre l'usage d'anglicismes. De plus, au cours de l'année 1913, il publie ponctuellement des chroniques biographiques dans l'édition du samedi du journal La Presse,. La dernière chronique qu'il rédige paraitra d'ailleurs peu après sa mort, soit dans l'édition du samedi 13 décembre 1913. Le  4 décembre 1913 à Montréal, Aristide Filiatreault décède des suites d'une crise d'apoplexie à son domicile à l'âge de 62 ans, quelques mois seulement après la mort de l'un de ses fils, Omer Filiatreault,. Précédemment, il avait visité son ami Mgr Guillaume Forbes et son œuvre Glossaire anglais-français des termes et locutions électrotechniques les plus usités avait été approuvée par Mgr Paul Bruchési.

## Publications
- 1894 : La grande cause ecclésiastique. Le Canada-Revue vs Mgr E.C. Fabre[16]
- 1910 : Contes, Anecdotes et Récits canadiens, dans le langage du terroir
- 1912 : Mes étrennes : la hache versus la bêche
- 1913 : Glossaire anglais-français des termes et locutions électrotechniques les plus usités